# Сутт, Андрес
Андрес Сутт (эст. Andres Sutt; род. 11 ноября 1967, Тарту, Эстонская ССР, СССР) — эстонский государственный и политический деятель, экономист. В прошлом — министр предпринимательства и информационных технологий Эстонии (2021—2022), член Рийгикогу (2019—2021).

## Биография

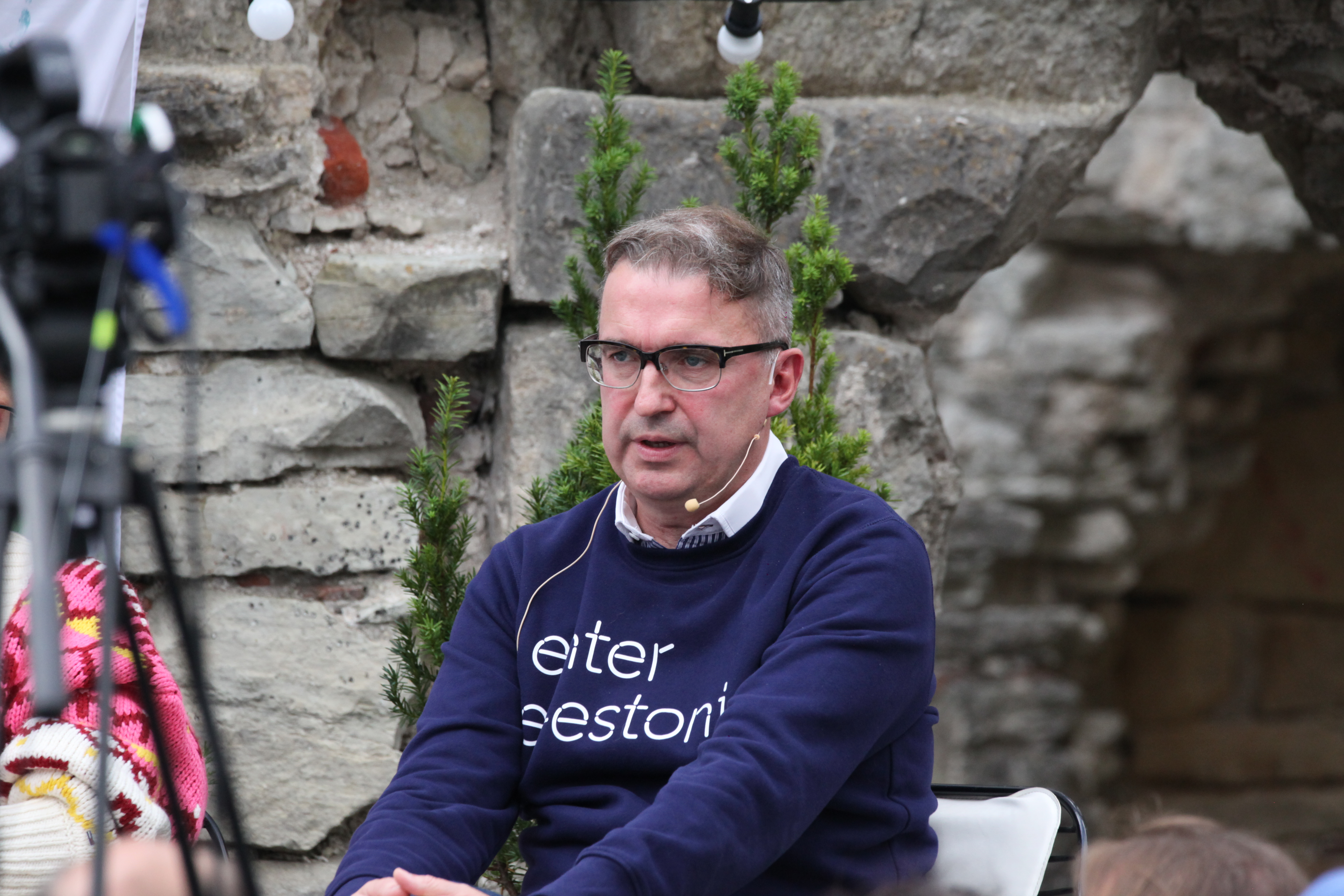
Андрес Сутт (2021)

Родился 11 ноября 1967 года в Тарту. В 1991 году окончил Тартуский университет по специальности «финансы и кредитование», в 2008 — бизнес-школу INSEAD по специальности «менеджмент, продвинутый уровень», в 2015 Гарвардский колледж права по специальности «ведение переговоров и лидерство».
Свою трудовую деятельность начал в 1992 году в Центральном банке Эстонии в отделе политики на должности главного специалиста отдела политика банка, заместителя руководителя банковской инспекции и заместитель руководителя отдела политики банка. Там он проработал до 1999 года, после чего стал работать советником исполнительного директора Северо-Балтийской избирательной конторы Международного валютного фонда. В фонде проработал до 2001 года, после чего вернулся в центрбанк Эстонии на должность вице-президента. В 2009 году решил вновь вернуться в Международный валютный фонд в качестве старшего советника исполнительного директора и члена совета директоров Северо-Балтийской избирательной конторы. С 2012 по 2013 — старший советник исполнительного директора Европейского фонда финансовой стабильности. С 2013 по 2016 руководил банковским дивизионом Европейского стабилизационного механизма. До избрания в парламент Эстонии — директор регуляторных отношений и член правления Eesti Energia, руководитель направления по обслуживанию клиентов.
Являлся членом Рийгикогу XIV созыва. Был членом финансовой комиссии и комиссии по борьбе с коррупцией.
26 января 2021 назначен на должность министра предпринимательства и информационных технологий Эстонии в правительстве Каи Каллас. С 3 июня 2022 года временно замещал министра иностранных дел Эву-Марию Лийметс. 14 июля 2022 года правительство ушло в отставку.
Помимо родного языка владеет русским, английским, финским и французским языками.

## Награды
- Орден Белой звезды III степени (2008)[6].

## Личная жизнь
Женат, имеет троих детей.